# Agonandra racemosa
Agonandra racemosa är en tvåhjärtbladig växtart som först beskrevs av Dc., och fick sitt nu gällande namn av Paul Carpenter Standley. Agonandra racemosa ingår i släktet Agonandra och familjen Opiliaceae. Inga underarter finns listade i Catalogue of Life.